# Bessie Watson
Elizabeth "Bessie" Watson (13 juillet 1900 - 27 juin 1992) est une joueuse de cornemuse écossaise, connue pour avoir été une enfant suffragette.

## Biographie

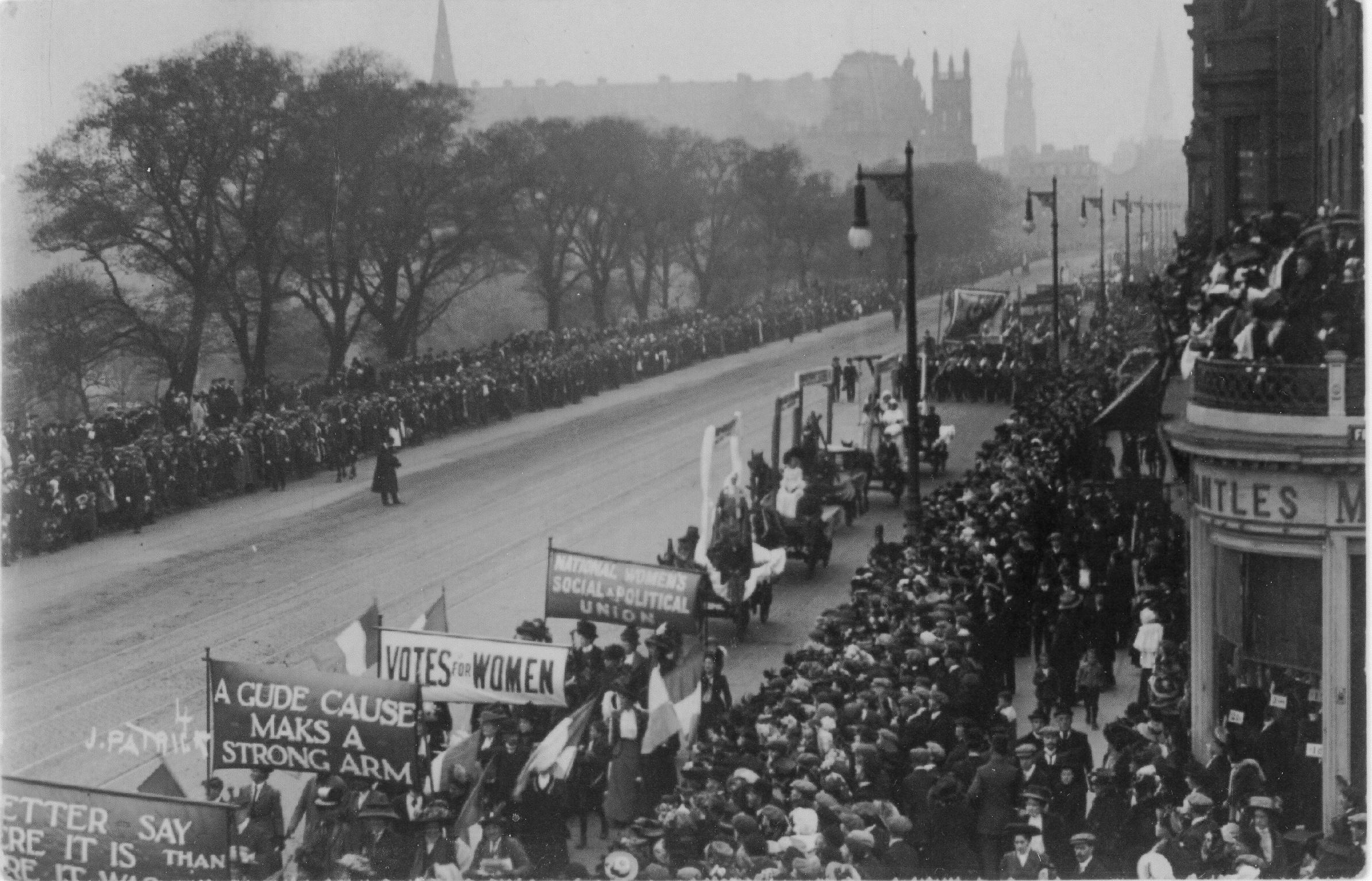
The Great Procession and Women's Demonstration, sur Princes Street, Édimbourg, 1909.

Elle naît au no 11 Vennel, à Édimbourg, le 13 juillet 1900, fille d'Agnes Newton et Horatio Watson, relieur pour l'imprimerie George Watson. Elizabeth commence à jouer de la cornemuse à l'âge de sept ou huit ans, car ses parents espèrent que cela renforcera ses poumons contre les risques de tuberculose, après que sa tante Margaret soit morte de cette maladie,. Son premier instrument est un exemplaire de taille moyenne, de marque Robertson.
Après avoir vu une publicité pour un concours historique de femmes écossaises organisé par Flora Drummond et l'Union sociale et politique des femmes (WSPU), Elizabeth et sa mère rejoignent le mouvement. À l'âge de 9 ans, elle est invitée à jouer de la cornemuse lors du concours,. La procession, qui célèbre « Ce que les femmes ont fait et peuvent et feront » a lieu à Édimbourg le 9 octobre 1909 et défile sur Princes Street avant un rassemblement dirigé par Emmeline Pankhurst au Waverley Market. Elizabeth est sur un char à côté d'une femme déguisée en Isabelle MacDuff, comtesse de Buchan, dans une cage. Quelques semaines plus tard, lorsque Christabel Pankhurst vient à Édimbourg pour assister à une réunion au King's Theatre, elle offre à Elizabeth une broche représentant Boadicée dans son char. En 1979, Elisabeth offre cette broche à la Première ministre Margaret Thatcher, première femme élue à ce poste du Royaume-Uni.
Deux ans après le concours, elle dirige les joueuses de cornemuse « lady » écossaises au Great Pageant à Londres le 17 juin 1911,. Plus tard la même année, lorsque le roi George V vient à Édimbourg en visite d'État, elle dirige la 2e Compagnie des guides d'Édimbourg et est reconnue par le roi alors qu'elle le salue.
Elle reste impliquée dans le mouvement des suffragettes et porte dans ses cheveux des rubans aux couleurs de la campagne des suffragettes pour l'instruction. Elle joue sur le quai de la gare de Waverley au départ des trains emmenant des militantes des droits des femmes condamnées à la prison de Holloway, et joue à l'extérieur de la prison de Calton pour encourager les suffragettes incarcérées.
Un siècle plus tard, cette prison est devenue St Andrew's House, résidence des ministres et fonctionnaires écossais. Le 1er août 2019, la première ministre écossaise Nicola Sturgeon dévoile une plaque commémorative en l'honneur d'Elizabeth.
Elle est à l'âge de 14 ans la seule femme membre de la Highland Pipers' Society, et remporte de nombreux prix de cornemuse. Elle fonde le Broughton School Pipe Band, qu'elle dirige pendant 27 ans. Elle continue de jouer de la cornemuse tous les jours jusqu'à la fin des années 80.
Elle étudie le français à l'Université d'Édimbourg et enseigne le violon et les langues modernes dans les écoles de la ville. En 1926, elle déménage à Trinity, Édimbourg, avec ses parents, et en 1945, à la fin de la Seconde Guerre mondiale, elle épouse John Somerville, un entrepreneur en électricité.
Elle meurt à Édimbourg en 1992, deux semaines avant son 92e anniversaire. Elle lègue son autobiographie et sa cornemuse au College of Piping de Glasgow.